# Zvi Zeitlin
Zvi Zeitlin (Dubroŭna, 21 de febrero de 1922  –  Rochester (Nueva York), 2 de mayo de 2012) fue un violinista clásico y profesor de violín rusoestadounidense.

## Biografía
Nacido en Dubroŭna (en la actual Bielorrusia), era hijo de un doctor y violinista amateur judío. A los once años, Zeitlin fue a la Juilliard School of Music de Nueva York, loque le convirtió en el alumno más joven que ha ido a esa institución. Después de servir en la Royal Air Force de 1943 a 1946, volvió a Juilliard para completar sus estudios, donde tuvo a profesores de la talla de Sascha Jacobsen, Louis Persinger y Ivan Galamian.
Los compositores Gunther Schuller, Paul Ben-Haim y Carlos Surinach escribieron conciertos de violín para Zeitlin. Fue el primer violinista en grbar las Caprice Variations de George Rochberg al completo. También fue el campeón del concierto de violín de Arnold Schoenberg y grabó su trabajo para Deutsche Grammophon.
Zeitlin dio clases en la  Eastman School of Music de Universidad de Rochester durante 45 años (1967 hasta su muerte en 2012). Dio su último recital justo antes de cumplir los 90 años.  Durante ese tiempo en Eastman, él junto al pianista Barry Snyder y el violonchelista Robert Sylvester crearon la Eastman Trio, y Zeitlin tocó con ellos desde 1976 hasta 1982. Desde 1962 hasta 2002, tocó con el exclusivo violín cremonés de Giuseppe Guarneri del Gesù, el "Principe Doria" de 1734, que inicialmente le fue regalado por la familia Lionel Perera, antes de cambiar a una réplica del fabricante de violines estadounidense, Gregg T. Alf. 
Zeitlin y su mujer Marianne Langner Zeitlin estuvieron casados durante 61 años. La pareja tuvo dos hijos, Hillel y Leora.